# Centrosema variifolium
Centrosema variifolium är en ärtväxtart som beskrevs av Arturo Erhardo Erardo Burkart. Centrosema variifolium ingår i släktet Centrosema och familjen ärtväxter. Inga underarter finns listade i Catalogue of Life.